# Мираж 2000
Мираж 2000 (фр. Mirage 2000) је француски вишенаменски, ловачко-пресретачки борбени авион са једним турбомлазним мотором. Развила га је компанија Дасо Авијасион (фр. Dassault Aviation) крајем 1970-их, за потребе француског ратног ваздухопловства. Произведен је у више различитих варијанти. Варијанте укључују Мираж 2000Н и Мираж 2000Д (за нуклеарни напад), Мираж 2000-5 и неколико варијанти за извоз. Произведено је око 600 примерака. Мираж 2000, поред француског, налази се још у ваздухопловствима 8 других земаља.

## Развој
На темељу захтева француског ратног ваздухопловства, раних 1970-их година, покренут је пројекат „Будући борбени авион“. Произвођач Дасо Авијасион понудио је двомоторни Мираж 2000, али је авион био прескуп па је пројекат обустављен 1975. године. Након тога, Дасо је понудио једномоторни Мираж 2000 као алтернативу, те је 18. децембра 1975. године, од француске владе добио одобрење за наставак пројекта. Ово је био повратак на прву генерацију Миража, али са неколико иновација којима је требало да се реше недостаци.
Током развоја овог авиона, конкурентске компаније „General Dynamics” и Локид Мартин су победили компанију Мираж и успели да своје авионе Ф-16 продају Белгији, Холандији, Данској и Норвешкој. Тако је ратно ваздухопловство ових земаља у наоружање увело Ф-16 уместо „Dassault Mirage F1” којег је понудио Француски произвођач. Такође, те земље постали су и амерички стратешки НАТО партнери те једни од највећих корисника Ф-16 ловца на свету.
Упркос том поразу, било је јасно да ће мали једномоторни ловац којег је у то време производио Дасо Авијасион бити најцењенији код страних купаца. Такође, успех Мираж 2000 подстакнуће и развој двомоторног „Мираж 4000”, али он неће остварити дословно никакав успех у односу на претходника.
10. марта 1978. изведен је први лет прототипа авиона а њиме је управљао тест-пилот Жан Коро. Захваљујући применама нових технологија као и темељењу новог ваздухоплова на Мираж III, прошло је свега 27 месеци од када је покренут пројект па до првог лета.
У лето 1978. на „Farnborough” ваздушној изложби, авион је показао одличну способност управљања али и неочекивано малу потпуну контролу при брзини од 204 km/h и нападном куту од 26 ступњева. Мираж 2000 био је једна од звезда на изложби те постао директни противник за Ф-16. Након тога, уследила је израда другог прототипа 18. септембра 1978. и трећег прототипа 26. септембра 1979. године. Након 400 сати лета, авиони су послати у „CEV” (фра. Centre d'Essais en Vol). Четврти прототип направљен је за Дасове потребе, док је на крају први двосјед Мираге 2000Б полетио 11. октобра 1980.
Први производни примерак полетео је 20. новембра 1982. године. Истовремено, авион улази у оперативну службу. Задњи примерак произведен је 2007. а изручен је грчком ратном ваздухопловству. Током НАТО бомбардовања Републике Српске 1995. године, ПВО Војске Републике Српске оборила је 2 оваква авиона.

## Опис
Авион Мираже 2000 је пројектован првенствено као једносед ловац-пресретач. По аеродинамичкој шеми припада конфигурацији авиона без хоризонталног репа. Добре маневарске и борбене карактеристике су му омогућене делта крилом, уградњом електричних команди, интензивном употребом композитних материјала, савременим нишанско-навигацијским системом, вишемодним радаром и широким спектром наоружања које је на њега интегрисано. Основна верзија авиона је Мираж 2000Ц, а за обуку се користи верзија двоседа Мираге 2000Б.
У ловачкој варијанти Мираге 2000Ц носи два топа ДЕФА 554 калибра 30 мм са борбеним комплетом од 2х125 граната и ракете ваздух-ваздух: „Super 530D” или „Super 530Е” средњег домета, и „R-550 Magic” кратког домета. Поред ловачко-пресретачких задатака, у секундарној намени Мираж 2000 може да напада и циљеве на земљи. За ту намену користи ракете „V-Z”, две ласерски самонавођене ракете „AS-30L”, противрадарске ракете „Armat”, противбродске ракете „Exocet” и невођене ракете; бомбардерско наоружање: вођене авио-бомбе, касетне авио-бомбе и класичне авио-бомбе. Укупна носивост убојних средстава износи око 6.000 кг.
Временом је авион све више и више оптимизиран за дејство по циљевима на земљи и то у верзији Мираж 2000Н, за нуклеарне нападе и у верзији Мираж 2000Д, за конвенционалне нападе. Обе варијанте авиона су двоседи. Захваљујући поузданости нове опреме, пре свега вишемодног радара и навигацијског система, смањује се радно оптерећење пилота, тако да су створени услови за развој вишенаменског авиона једноседа, који ће моћи да дејствује у свим временским условима, дању и ноћу. Тако је развијен нови авион Мираж 2000-5, који подједнако успешно извршава задатке у варијанти ваздух-ваздух и ваздух-земља. Авион може да носи осам ракета ваздух-ваздух и два топа од „30mm DEFA”. Интеграцијом нових ракета „MICA” средњег домета, са радарским или ИЦ-самонавођењем, још више је побољшан борбени потенцијал авиона. У варијанти за дејство В-З може да носи противбродске ракете „Exocet”, летећи диспанзер „Apache” за дејства по циљевима на земљи са дистанце и ласерски самонавођене авио-бомбе од 100 кг са одговарајућим контејнером за озрачивање циљева. Опремљен је вишемодним радаром „RDY”, који истовремено може да открива 24 циља и да у току скенирања прати осам циљева. Први лет вишенаменског авиона Мираж 2000-5 је изведен 24. октобра 1990. године.
Поред верзије Мираж 2000Ц и Мираж 2000-5 фирма Дасо за продају нуди и авион Мираж 2000Е, сличан авиону Мираж 2000Д. Присуство другог члана посаде на Мираж 2000Е повећава тачност навигације и тачност дејства вођеног наоружања нарочито ноћу. Са њега су скинути топови, а ракете В-В су задржане у истом броју као и код авиона Мираж 2000-5.
Мираж 2000 у односу на своје претходнике разликује се по усавршеној аеродинамици и по авионици. Има импулсно-доплеров радар, нови приказивачки систем, бољу стабилност и нове, електричне команде лета. Таква авионика и аеродинамичка конфигурација су му омогућиле да постане веома агилан и да буде управљивији од дотадашњих "делташа". С обзиром да нема хоризонтални реп, све управљачке површине су му смештене на излазним ивицама крила у облику елерона, који обједињују рад крилаца и крмила висине.
Први прототип Миража 2000Ц је полетео 10. марта 1978. године, а први серијски авион 20. новембра 1982. године. Укупно су произведена четири прототипа, што је за авионе овакве класе оптималан број. Првих 37 авиона је опремљено вишемодним импулсно-доплеровим радаром „RDM” фирме „Thompson-CSF”, познатим под називом „Cyrano 500” и мотором М53-5 потиска 5.500/8.800 daN. Од тридесет осмог авиона па надаље, мотор М53-5 је замењен моделом М53-П2 потиска 6.600/9.700 daN. Прва јединица опремљена ловцима Мираж 2000Ц је била "Cigognes", формирана 2. јула 1984. године у Дијону.
Мираж 2000 може изводити маневре у хоризонталној и вертикалној равни са највећим оптерећењима на малим и средњим висинама. При преоптерећењу од +7 g долази до аутоматског блокирања командне палице, али се то блокирање може савладати намерним додатним затезањем палице, тако да се маневар може извршити са максимално дозвољеним преоптерећењем од +9 g. Механичка задршка на командама уграђена је у циљу заштите пилота од губитка свести при наглом давању максималног оптерећења.
Испитивања су показала да је брзина уздизања идентична брзини Ф-14А, а да не заостаје ни за осталим западним авионима типа Ф-15А, Ф-16А и Ф-18А и да је знатно већа него код авиона Ф-5Е и Мираж Ф-1. Однос борбеног оптерећења авиона према укупној маси авиона код прототипа Мираж 2000 већи је него код авиона типа Ф-16 и Ф-18, и знатно већи него код авиона типа Мираж Ф-1, Ф-15 и Ф-4Б. Испитивањима је утврђено да однос потиска према тежини овог авиона у полетању не заостаје за авионима типа Ф-15, Ф-16, Ф-18, а да је нешто већи него код авиона Торнадо, Ф-4Е, Ф-5Е и Ф-14А. Приликом испитивања могућности авиона Мираж 2000 за пресретање циљева у оквиру система ПВО, утврђено је да авион може да изврши успешно пресретање и уништење циља у ваздуху за мање од четири минута.
Непријатељев авион који је летео на висини од 22.500 м брзином од 2,5 Маха, био је удаљен 200 км од аеродрома. Након датог знака за полетање авиона, Мираж 2000 је полетео, а затим пењао брзином од 0,95 Маха. На висини од 7.600 м и удаљености 80 км од аеродрома, Мираж 2000 је захватио на радару циљ који је био удаљен 110 км. Вођена ракета је лансирана са висине 12.160 м, тј. када је хоризонтална удаљеност између два авиона била 20 км. Означавање циља од стране Миража је вршено све до висине 14.280 м, када је прекинуто јер је циљ био уништен.
Током извођења ватрених дејстава по објектима на земљи, са основном висином лета од 150 м и брзином од 980 до 1.100 km/h, са две ракете типа „Magic”, четири авио-бомбе масе од по 250 кг и три подвесна резервоара за гориво (4.700 л), борбени радијус износи око 1.000 км. Са две ракете типа „R.550 Magic”, осам авио-бомби типа „Matra Durandal”, или са пет авио-бомби типа „BLG 66 BelOuga” и два подвесна резервоара од по 1.700 л горива, у профилу лета Ви-Ни-Ви борбени радијус авиона износи 1.200 км.
Уколико упоредимо три авиона Мираж 2000Ц, Ф-16 и Ф-18, на основу њихових перформанси, занемарујући степен обучености пилота, можемо извући следећа сазнања. Наведени авиони представљају исту генерацију авиона одвојених по концепцији и технологији мада су, отприлике, Мираж 2000Ц и Ф/А-18 млађи за око пола генерације технолошког процеса.
Са пилотског становишта процедура припреме и покретања Мираж 2000 је једноставнија, него код Ф-16. Самопровера команди лета код Мираж 2000 траје осам секунди, а 45 секунди код Ф-16. Мира 2000 је спреман за полетање 75 секунди након сигнала за узбуну, а Ф-16 треба два минута. Ове карактеристике одсликавају Миражову кључну улогу ловца-пресретача. Пилоти авиона Ф-16 сматрају да је удобније летети на Мираж 2000, јер се код њега не јавља никакав моменат скретања у току ваљања и није потребна никаква корекција команди за држање авиона у праволинијском лету током извођења вишеструких ваљака.
Но, велика предност Ф-16 у блиској борби у ваздуху је његов знатно већи потисак, који обезбеђује много веће убрзање при полетању и Ф-16 много брже постиже 9 g. Мираж 2000 има механички ограничавач на 7 g, који пилот мора да савлада снажнијим повлачењем палице. Тај ограничавач је уведен, да би се спречило пренагло постизање 9 g, односно, да би се пилот заштитио од евентуалног губитка свести. Мираж 2000 стиче очигледну предност над Ф-16 приликом убрзања при високим бројевима Маха. Пилоти Ф-16 имају инструкцију да не подижу авион изнад 60° или да не успоравају испод 280 km/h током маневрисања или акробатског летења, док Мираж 2000 може да успори до нулте инструменталне брзине и да поврати летне особине у понирању. Његове команде поново постају ефикасније и при брзини од око 150 km/h. Нишански симболи за топ су бољи код Ф-16, у односу на Мираж 2000, али је израчунавање линије за нишањење доста стабилније и видљивије код Мираж 2000.
Авиони Ф-16 и Мираж 2000 по димензијама и маси су приближно исти, док је Ф-18 нешто већи и тежи. Авиони типа Ф-16 и Ф-18 имају већи потисак мотора и већу потошњу горива од авиона Мираж 2000. Већи потисак мотора наведеним авионима даје предност у дуготрајним маневрима, када се борба у ваздуху продужава, али вишак потиска код Ф-16 се губи при брзини од 1,7 Маха, делимично и због фиксног уводника ваздуха. Такође, авиони Ф-16 и Ф-18 имају бољу управљивост у устаљеним маневрима на малим висинама. Авион Мираж 2000 има мање специфично оптерећење крила у односу на оба наведена авиона што му даје предност у неустаљеним маневрима, када је неопходно да се авион што пре доведе у позицију за лансирање ракета кратког домета. Мираж 2000 без посебних ограничења, током вођења борбе у ваздуху, може да прелази углове пењања од 60 степени (за друга два авиона постоје ограничења) или да смањи брзину лета, чак и до нуле, а да затим врло брзо постане управљив (од 150 km/h) што друга два наведена авиона не могу.

## Дизајн
Примењујући концепт делта крила као на Мираж III, Дасо је израдио нови дизајн за своје авионе. Ова конфигурација није идеална за окретност, ниску висину лета те малу узлетно-слетну стазу, али има предности попут велике брзине лета, једноставности градње, тешке уочљивости на радару и унутарњег волумена.

### Карактеристике
Значај Мираж 2000 била су ниско постављена делта крила. Авион је имао и четири "ваздушне кочнице", по две на сваком крилу. Оне су постављене на врху крила,веома слично као и код Мираж III. Пилоту је то омогућавало задржати контролу при већим нападним угловима.
Неутрална тачка била је постављена испред центра гравитације авиона дајући пилоту опуштену стабилност како би се повећала маневарска способност.
Приликом кочења авион примењује угљеничне кочнице. Као и код других ловаца, слеће на задње двоструке точкове и служи се падобраном из репа као кочницом (изнад издувне цеви авиона).
На предњем делу авиона, с десне стране испред кокпита, налази се цев за допуну горивом током лета.

### Систем контроле летења
Мираж 2000 има аутоматски систем контроле лета осигуравајући тиме високи ниво агилности и лакше руковање заједно са стабилношћу и прецизнијим управљањем у свим ситуацијама. Систем је поуздан те до сада није заказао.

### Пилотска кабина
Мираж је доступан као вишенаменски ловац једносед и двосед. Пилоти седе у избацивим седиштима „SEMB Mark 10” која се могу катапултирати на нултој висини (пилоти се могу сигурно катапултирати из кабине док је авион на земљи). Седишта „SEMB Mark 10” направљена су по лиценци британских седишта „Martin-Baker Mark 10”.
За разлику од америчког F-16, код Мираж-а пилот седи у конвенционалном положају те седиште није постављено под косином са задње стране (као код F-16.
Кокпит је веома мален али упркос томе видљивост из кокпита је веома добра, но свеједно мања је него код F-16. То посебно вреди на положају од "шест сати".
Код инструмент плоче (Мираж 2000Ц) доминира „Sextant VЕ-130” заслон који приказује податке везане уз контролу лета, навигацију, циљ (мету) те расположиво оружје. На инструмент плочи смештен је и радарски заслон „VMC-180”. С доње леве стране плоче смештени су навигацијски инструменти и висиномер. С десне стране инструмент плоче постављени су инструменти везани за мотор авиона.
Крај инструмент плоче налази се и "сигурни" радио за комуникацију с другим авионима из ескадриле или контролним торњем.

### Електронска опрема
Електронска опрема везана за Мираж 2000Б/Ц обухвата навигацијски систем „Safgem ULISS 52”, ТРТ радио висиномер, централно дигитални рачунар „Dassault Electronique Type 2084”, дигиталну informacionu јединицу те информациони компјутер „Sextant Avionique Type 90”.
Пакет комуникацијске опреме укључује:
- „LMT NRAI-7A IFF” одашиљач,
- „IO-300-A” пријемник,
- „TRT ERA 7000 V/UHF” примопредајник и
- „TRT ERA 7200 UHF” или „EAS” систем сигурне комуникације.

#### Радар
Радари „Thomson-CSF RDM” (мултифункционални радар) и „Dassault Electronique/Thomson-CSF RDI” (импулсни радар) уграђивани су у Мираж-ове моделе Ц и Д. Сваки од тих радара имао је оперативни распон од 100 км. Они су представљали еволуцију „Cyrano” радара с више модернијих јединица обраде података те бољим способностима,видљивости као и прецизности против земаљских мета. Ефективни домет радара био је 60 - 70 км ако се ради о циљевима који су на нижим висинама. Такође, новији радари повезани су са „Super R.530F” пројектилима. Ту могућност имало је првих 37 авиона испоручених француском ваздухопловству те већина авиона намењених иностраном тржишту. Та могућност може се примењивати и на противбродским и ваздух-земља ракетама.
Први „Thomson-CSF RDM” радари нису били повезани са „Super R.530F” ракетама али то је убрзо решено. Неки новији Мираж 2000-5 ловци намењени извозу користе „RDY” радар. Тај радар омогућује праћење више мета истовремено.

#### Противмере безбедности
Мираж 2000 опремљен је с „RWR” пријемником с радарским упозорењем ако се ради о противничком авиону, радару, као и топом намењеним одбрании сл.
„RWR” пријемник заједно с антеном налази се на крилу Миража. Такође, на крило авиона постављен је „Dassault Sabre RF” који има исту функцију као и „RWR” пријемник.
На прве примерке Миража постављени су „Dassault Éclair” топлотни мамци. Они су с временом замењени бољим „Matra Spirale” мамцима. По два таква система уграђена су на свако крило те имају укупни капацитет од 224 патроне мамаца.

### Мотори и систем горива
Првих 37 Мираж 2000 имали су „Snecma M53-5” млазни мотор док су следећи примерци користили „Snecma M53-P2”” млазне моторе. Они могу створити 64 kN потиска док с допунским сагоревањем могу створити снагу до 95,1 kN потиска.
Авион употребљава два усисника ваздуха (у облику полукруга) којима се мотор снабдева ваздухом. Један је постављен с леве а други с десне бочне стране авиона, иза кокпита ловца.
Укупни унутрашњи капацитет горива који Мираж може понијети зависи од модела:
- Мираж 2000Ц/Е - макс. капацитет од 3.978 литара горива,
- Мираж 2000 Б/Н/Д/С - макс. капацитет од 3.904 литара горива.

Како би се повећао долет ловца постоје и одбациви резервоари од 1.300 и 1.700 литара горива који су смештени на крилу.

### Наоружање и носивост
Мираж 2000 опремљен је с два „DEFA 554” (данас GIAT 30mm) револверска топа од којих сваки има по 125 метака. Може се одредити брзина паљбе од 1200 или 1800 метака по минути. Сваки метак тежи 275 грама те може постићи брзину од 800 km/h.
Зависно од моделу, Мираж 2000 може преносити од 6,3 до 7 тона експлозивног оружја. Испод ловца налазе се девет "подвесних тачака" на које се могу монтирати ракете, бомбе и сл. По два носача монтирана су испод сваког крила док их је пет монтирано испод трупа.
На крилима се могу налазити две „Matra Super 530D” радарски навођене ракете ваздух-ваздух средњег долета. Такође носачима на крилима намењене су и две ласерски навођене „Matra R.550 Magic” ракете кратког домета.
Новије верзије Мираж 2000Ц користе модерније „MBDA MICA IR/IF” ракете ваздух-ваздух уместо старијих „Matra Super 530D” ракета.
Од ваздух-земља пројектила, Мираге 2000 може употребљавати и :
- „АМ39 Exocet” противбродски пројектил
- „AS-30L” ласерски навођени пројектил
- „ASMP” нуклеарни пројектил

Такође у расположивом арсеналу Миража, могу се употребљавати и девет „Mk.82” бомби.

## Борбена употреба

### Грчка
У ваздушној борби изнад Егејског мора 8. октобра 1996. Грчкои Мираж 2000 је ракетом „R.550 Magic II” оборио турски Ф-16Д. Грчка успешно користи Мираж 2000 као ловце-пресретаче против турских Ф-16 који свакодневно нарушавају ваздушни простор Грчке републике.

### Француска
Авиони Мираж 2000 француског ратног ваздухопловства употребљавали су се током Заливског рата као и у ваздушним операцијама НАТО-а током рата у Босни и на Косову. Током једне операције изнад Босне 1995. године, припадници војске РС оборили су два авиона Мираж 2000 совјетским преносивим ракетним системом 9К38 Игла.
Француска је Мираж 2000Д употребљавала у склопу међународних војних снага као подршку током борбених операција у Авганистану 2001. и 2002. Авиони су се примењивали за прецизно извођење напада ласерски навођеним бомбама.
Мираж 2000 у француској војсци биће замењен авионом Дасо Рафал који је у оперативну примену ушао 27. јуна 2006. године.
Међутим, у лето 2007. Дасо Рафал повучен је из службе у Авганистану будући да га је Француска навела као подручје високог ризика. Стога је за то подручје активирана поновна употреба три ловца Мираж 2000 као подршка јединицама НАТО.

### Индија
Индијци су својим Мираж 2000 ловцима доделили улогу авиона за нуклеарни напад.
1999 када је између Индије и Пакистана избио Каргилски рат због Кашмира, Мираж 2000 показао је добре карактеристике на хималајским врховима. Успех је тим већи што су индијски Мирагжи имали ограничене ваздушне способности те су били много тежи због ношења ласерски навођених бомби. Занимљиво је споменути да су два Мираж 2000 из ескадриле имала 515 летова те су обавила 240 ваздушних напада у којима су избацили укупно 55.000 kg бомби, ракета и осталог експлозивног оружја.
Мираж 2000 у том сукобу обављао је главну функцију за напад док је совјетски МиГ-29 употребљаван као ваздушна подршка.
Лако одржавање и велики ниво могућности које се с њиме могу постићи, омогућили су да Мираж 2000 постане један од најефикаснијих авиона индијског ратног ваздухопловства у историји.
Поред нуклеарног удара, Индијски Мираж 2000 авиони имају намену да проналазе и уништавају непријатељске радаре и борбена средства на земљи. На вежбама унутар Индијског ваздухопловства, показало се да је Мираж 2000 много бољи авион у односу на МиГ-29, стога је Индија поред куповине и производње Сухој Су-30, такође издвојила велике суме новца како би модернизовала своју флота авиона Мираж 2000. Индијски инжињери су такође развили домаћи лаки ловачки авион „HAL Tejas” који поседује многобројна својства попут Мираж 2000.

### Други корисници
Уједињени Арапски Емирати употребљавали су своје Мираж 2000 током Заливског рата али у мало ваздушних операција.
Тајван је употребљавао Миражове моделе 2000-5ЕИ за тестирање оружја и ваздушне вежбе. 1998. Миражов двосед ДИ испалио је један „MICA” пројектил те је погодио циљ који је био 67 km далеко. То је било прво лансирање „MICA” пројектила изван Француске. Други „MICA” пројектил испаљен изван Француске био је на источној обали Тајвана 2000. године.

## Техничке карактеристике

### Опште
- Посада = 1 или код двоседа 2
- Дужина авиона = 14,36
- Размах крила = 9,13
- Висина авиона = 5,2
- Површина крила = 41
- Маса празног = 7.500
- Полетна маса = 13.800
- Максимална маса полетања = 17.800
- Погон = 1 х „SNECMA M53-P2”
- Базни потисак = 64,3
- Потисак са допунским сагоревањем= 95.1 -{kN}

### Перформансе
- Максимална брзина = 2.336 km/h
- Борбени радијус = 1.550

(са додатним танковима за гориво)
- Долет = 3.335
- Плафон = 17.060+
- Брзина пењања = 285
- Специфично оптерећење крила = 337
- Однос: потисак/маса = 0,7

### Наоружање
- Топови = 2х 30mm DEFA,125 комада муниције по топу
- Подвесне тачке = укупно 9 са укупним капацитетом од 6.300кг горива и убојних средстава
- Ракете = „Matra 68 mm”, невођена ракетна зрна,18 комада по капсули

- - Ваздух-ваздух:
    - 6х „MBDA MICA IR/RF” (Мираж 2000-5, Мираж 2000-9, Мираж 2000И)
    - 2х „Matra R550 Magic-II” или 2х „„Matra Super 530D”” (Мираж 2000Ц)

- - Ваздух-земља:
    - 2х „AM.39 Exocet” (Мираж 2000 ЕГ, Мираж 2000-5 Mk2)

- Бомбе:

- - ненавођене:
    - Mk.82

- - навођене:
    - „PGM 500” или „PGM 2000” модуларне навођене бомбе (Мираж 2000-9)
    - 2х „AS-30L” ласерски навођене ракете (Мираж 2000Д)
    - 2х „GBU-12” ласерски навођене бомбе (Мираж 2000Д, Мираж 2000Ц и Mirage 2000Н)
    - 1х „GBU-12” ласерски навођена бомба (Мираж 2000Д, Мираж 2000Ц и Mirage 2000Н)
    - 1х „GBU-24” ласерски навођена бомба (Мираж 2000Д, Мираж 2000Ц и Mirage 2000Н)
    - 1х „GBU-49” ласерски навођена бомба (Мираж 2000Д)

### Авионика
- Thomson-CSF RDY (Radar Doppler Multi-target) radar (Мираж 2000-5)

## Корисници
| Француска                 | Француска                                | Француска |
| Модел                     | Сврха                                    | Количина  |
| ------------------------- | ---------------------------------------- | --------- |
| 2000C                     | Ловац једносед                           | 124       |
| 2000C                     | Модел који је надограђен 2000-5F         | 37        |
| 2000D                     | Двосед за конвенционални напад           | 86        |
| 2000N                     | Двосед за нуклеарни напад                | 75        |
| 2000B                     | Двосед с опремом од 2000C                | 30        |
| Укупно                    | Укупно                                   | 315       |
| Индија                    |                                          |           |
| 2000H                     | Модел који ће бити надограђен као 2000-5 | 41        |
| 2000TH                    | Двосед за вежбу и тренинг                | 10        |
| Укупно                    | Укупно                                   | 51        |
| Уједињени Арапски Емирати |                                          |           |
| 2000EAD                   | Вишенаменски једносед                    | 22        |
| 2000-9                    | Ловац једносед                           | 20        |
| 2000-9D                   | Двосед за вежбу и тренинг                | 12        |
| 2000RAD                   | Јединствени модел за извиђање            | 8         |
| 2000DAD                   | Двосед за вежбу и тренинг                | 6         |
| Укупно                    | Укупно                                   | 68        |
| Република Кина            |                                          |           |
| 2000-5EI                  | Модел сличан моделу 2000-5               | 48        |
| 2000-5DI                  | Модел сличан моделу 2000-5D              | 12        |
| Укупно                    | Укупно                                   | 60        |
| Грчка                     |                                          |           |
| 2000EG                    | Модел сличан моделу 2000C                | 22        |
| 2000-5 Mk 2               | Вишенаменски ловац                       | 25        |
| 2000BG                    | Двосед за вежбу и тренинг                | 8         |
| Укупно                    | Укупно                                   | 55        |
| Египат                    |                                          |           |
| 2000EM                    | Модел сличан моделу 2000C                | 16        |
| 2000BM                    | Двосед за вежбу и тренинг                | 4         |
| Укупно                    | Укупно                                   | 20        |
| Катар                     |                                          |           |
| 2000-5EDA                 | Ловац једносед                           | 9         |
| 2000-5DDA                 | Двосед за вежбу и тренинг                | 3         |
| Укупно                    | Укупно                                   | 12        |
| Перу                      |                                          |           |
| 2000P                     | Вишенаменски ловац једносед              | 10        |
| 2000DP                    | Двосед за вежбу и тренинг                | 2         |
| Укупно                    | Укупно                                   | 12        |

#### Бивши корисници
- Бразил -12 комада половних Мираж 2000 купљени од Француске 2005 као замена за старије Мираж III. Свих 12 комада повучени из употребе 20. децембра 2013.

| Бразил | Бразил                    | Бразил   |
| Модел  | Сврха                     | Количина |
| ------ | ------------------------- | -------- |
| 2000C  | ловац једносед            | 10       |
| 2000B  | Двосед за вежбу и тренинг | 2        |
| Укупно | Укупно                    | 12       |